# 20. Kanadisches Kabinett

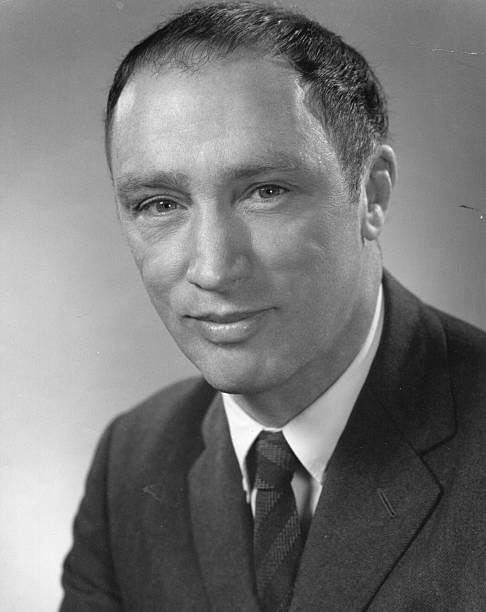
Pierre Trudeau, 1968

Das 20. Kanadische Kabinett (engl. 20th Canadian Ministry, franz. 20e conseil des ministres du Canada) regierte Kanada vom 20. April 1968 bis zum 3. Juni 1979. Dieses von Premierminister Pierre Trudeau angeführte Kabinett bestand aus Mitgliedern der Liberalen Partei. Trudeau führte auch das 22. Kabinett an.

## Minister
| Amt                                                              | Name | Zeitraum |
| ---------------------------------------------------------------- | --- | --- |
| Premierminister                                                  | Pierre Trudeau | 20. April 1968 – 3. Juni 1979 |
| Vize-Premierminister                                             | Allan MacEachen | 16. September 1977 – 3. Juni 1979 |
| Außenminister                                                    | Mitchell Sharp Allan MacEachen Donald Jamieson | 20. April 1968 – 7. August 1974 8. August 1974 – 13. September 1976 14. September 1976 – 3. Juni 1979 |
| Justizminister und Attorney General                              | Pierre Trudeau John Turner Otto Emil Lang Ronald Basford Otto Emil Lang (geschäftsführend) Otto Emil Lang Marc Lalonde | 20. April 1968 – 5. Juli 1968 6. Juli 1968 – 27. Januar 1972 28. Januar 1972 – 25. September 1975 26. September 1975 – 2. August 1978 3. August 1978 – 8. August 1978 9. August 1978 – 23. November 1979 24. November 1978 – 3. Juni 1979 |
| Verteidigungsminister                                            | Léo Cadieux Charles Drury (geschäftsführend) Donald Stovel Macdonald Edgar Benson Jean-Eudes Dubé (geschäftsführend) Charles Drury (geschäftsführend) James Richardson Barney Danson (geschäftsführend) Barney Danson                                                            | 20. April 1968 – 16. September 1970 17. September 1970 – 23. September 1970 24. September 1970 – 27. Januar 1972 28. Januar 1972 – 31. August 1972 1. September 1972 – 6. September 1972 7. September 1972 – 26. November 1972 27. November 1972 – 12. Oktober 1976 13. Oktober 1976 – 2. November 1976 3. November 1976 – 3. Juni 1979 |
| Finanzminister                                                   | Edgar Benson John Turner Charles Drury Donald Stovel Macdonald Jean Chrétien | 20. April 1968 – 27. Januar 1972 28. Januar 1972 – 9. September 1975 10. September 1975 – 25. September 1975 26. September 1975 – 15. September 1977 16. September 1977 – 3. Juni 1979 |
| Minister für nationale Einkünfte                                 | Jean Chrétien Jean-Pierre Côté Herb Gray Robert Stanbury Ronald Basford Bud Cullen Monique Bégin Joseph-Philippe Guay Anthony Abbott | 20. April 1968 – 5. Juli 1968 6. Juli 1968 – 23. September 1970 24. September 1970 – 26. November 1972 27. November 1972 – 7. August 1974 8. August 1974 – 25. September 1975 26. September 1975 – 13. September 1976 14. September 1976 – 15. September 1976 16. September 1976 – 23. November 1978 24. November 1978 – 3. Juni 1979 |
| Verkehrsminister                                                 | Paul Hellyer James Richardson (geschäftsführend) Donald Jamieson Jean Marchand Otto Emil Lang | 20. April 1968 – 29. April 1969 30. April 1968 – 4. Mai 1969 5. Mai 1969 – 26. November 1972 27. November 1972 – 25. September 1975 26. September 1975 – 3. Juni 1979 |
| Umweltminister                                                   | Jack Davis Jeanne Sauvé Roméo LeBlanc (geschäftsführend) Roméo LeBlanc (geschäftsführend) Roméo LeBlanc Leonard Marchand | 20. April 1968 – 7. August 1974 8. August 1974 – 4. Dezember 1975 5. Dezember 1975 – 21. Januar 1976 22. Januar 1976 – 30. Juni 1976 1. Juli 1976 – 13. September 1976 14. September 1976 – 1. April 1979 2. April 1979 – 3. Juni 1979 |
| Arbeitsminister                                                  | Jean-Luc Pépin Bryce Mackasey Martin O’Connell John Munro André Ouellet (geschäftsführend) Martin O’Connell | 20. April 1968 – 5. Juli 1968 6. Juli 1968 – 27. Januar 1972 28. Januar 1972 – 26. November 1972 27. November 1972 – 7. September 1979 8. September 1978 – 23. November 1978 24. November 1978 – 3. Juni 1979 |
| Minister für nationale Gesundheit und Wohlfahrt                  | Allan MacEachen John Munro Marc Lalonde Monique Bégin | 20. April 1968 – 5. Juli 1968 6. Juli 1968 – 26. November 1972 27. November 1972 – 15. September 1977 16. September 1977 – 3. Juni 1979 |
| Landwirtschaftsminister                                          | John James Greene Bud Olson Eugene Whelan | 20. April 1968 – 5. Juli 1968 6. Juli 1968 – 26. November 1972 27. November 1972 – 3. Juni 1979 |
| Fischereiminister                                                | Hédard Robichaud Jack Davis | 20. April 1968 – 5. Juli 1968 6. Juli 1968 – 31. März 1969 |
| Minister für Fischerei und Ozeane                                | Roméo LeBlanc | 2. April 1979 – 3. Juni 1979 |
| Fischerei- und Forstwirtschaftsminister                          | Jack Davis | 1. April 1969 – 10. Juni 1971 |
| Minister für Forstwirtschaft und ländliche Entwicklung           | Maurice Sauvé | 20. April 1968 – 5. Juli 1968 6. Juli 1968 – 31. März 1969 |
| Handels- und Gewerbeminister                                     | Charles Drury Jean-Luc Pépin | 20. April 1968 – 5. Juli 1968 6. Juli 1968 – 31. März 1969 |
| Industrieminister                                                | Charles Drury Jean-Luc Pépin | 20. April 1968 – 5. Juli 1968 6. Juli 1968 – 31. März 1969 |
| Industrie-, Handels- und Gewerbeminister                         | Jean-Luc Pépin Alastair Gillespie Donald Jamieson Jean Chrétien Jack Horner | 1. April 1969 – 26. November 1972 27. November 1972 – 25. September 1975 26. September 1975 – 13. September 1976 14. September 1976 – 15. September 1977 16. September 1977 – 3. Juni 1979 |
| Minister für Verteidigungsproduktion                             | Charles Drury Donald Jamieson | 20. April 1968 – 5. Juli 1968 6. Juli 1968 – 31. März 1969 |
| Minister für Energie, Bergbau und Ressourcen                     | Jean-Luc Pépin John James Greene Donald Stovel Macdonald Alastair Gillespie | 20. April 1968 – 5. Juli 1968 6. Juli 1968 – 27. Januar 1972 28. Januar 1972 – 25. September 1975 26. September 1975 – 3. Juni 1979 |
| Wissenschafts- und Technologieminister                           | Alastair Gillespie Jeanne Sauvé Charles Drury Hugh Faulkner Judd Buchanan Alastair Gillespie | 12. August 1972 – 26. November 1972 27. November 1972 – 7. August 1974 8. August 1974 – 13. September 1976 14. September 1976 – 15. September 1977 16. September 1977 – 23. November 1978 24November April 1978 – 3. Juni 1979 |
| Minister für Kommunikation                                       | Eric Kierans Jean-Pierre Côté (geschäftsführend) Gérard Pelletier (geschäftsführend) Robert Stanbury Gérard Pelletier Pierre Juneau Otto Emil Lang (geschäftsführend) Jeanne Sauvé                                                                                               | 20. April 1968 – 28. April 1971 29. April 1971 – 10. Mai 1971 11. Mai 1971 – 11. August 1971 12. August 1971 – 26. November 1972 27. November 1972 – 28. August 1975 29. August 1975 – 24. Oktober 1975 25. Oktober 1975 – 4. Dezember 1975 5. Dezember 1975 – 3. Juni 1979 |
| Minister für Versorgung und Dienstleistungen                     | Donald Jamieson James Richardson Jean-Pierre Goyer Pierre de Bané | 1. April 1969 – 4. Mai 1969 5. Mai 1969 – 26. November 1972 27. November 1972 – 23. November 1978 24. November 1978 – 3. Juni 1979 |
| Postminister                                                     | Jean-Pierre Côté Eric Kierans Jean-Pierre Côté (geschäftsführend) Jean-Pierre Côté André Ouellet Bryce Mackasey Jean-Jacques Blais Gilles Lamontagne | 20. April 1968 – 5. Juli 1968 6. Juli 1968 – 28. April 1971 29. April 1971 – 10. Juni 1971 11. Juni 1971 – 26. November 1972 27. November 1972 – 7. August 1974 8. August 1974 – 13. September 1976 14. September 1976 – 1. Februar 1978 2. Februar 1978 – 3. Juni 1979 |
| Minister für Konsumenten- und Unternehmensangelegenheiten        | John Turner Ronald Basford Robert Andras Herb Gray André Ouellet Bryce Mackasey (geschäftsführend) Bryce Mackasey Anthony Abbott Warren Allmand | 20. April 1968 – 5. Juli 1968 6. Juli 1968 – 27. Januar 1972 28. Januar 1972 – 26. November 1972 27. November 1972 – 7. August 1974 8. August 1974 – 15. März 1976 16. März 1976 – 7. April 1976 8. April 1976 – 13. September 1976 14. September 1976 – 15. September 1977 16. September 1977 – 3. Juni 1979 |
| Minister für staatliche Bauvorhaben                              | George McIlraith Arthur Laing Jean-Eudes Dubé Charles Drury Judd Buchanan André Ouellet | 20. April 1968 – 5. Juli 1968 6. Juli 1968 – 27. Januar 1972 28. Januar 1972 – 7. August 1974 8. August 1974 – 13. September 1976 14. September 1976 – 23. November 1978 24. November 1978 – 3. Juni 1979 |
| Minister für Arbeitskräfte und Einwanderung                      | Jean Marchand Allan MacEachen Otto Emil Lang Bryce Mackasey Robert Andras Bud Cullen | 20. April 1968 – 5. Juli 1968 6. Juli 1968 – 23. September 1970 24. September 1970 – 27. Januar 1972 28. Januar 1972 – 26. November 1972 27. November 1972 – 13. September 1976 14. September 1976 – 14. August 1977 |
| Minister für Beschäftigung und Einwanderung                      | Bud Cullen | 15. August 1977 – 3. Juni 1979 |
| Minister für Indianerangelegenheiten und Entwicklung des Nordens | Arthur Laing Jean Chrétien Judd Buchanan Warren Allmand Hugh Faulkner | 20. April 1968 – 5. Juli 1968 6. Juli 1968 – 7. August 1974 8. August 1974 – 13. September 1976 14. September 1976 – 15. September 1977 16. September 1977 – 3. Juni 1979 |
| Minister für wirtschaftliche Entwicklung                         | Robert Andras | 24. November 1978 – 3. Juni 1979 |
| Minister für urbane Angelegenheiten                              | Robert Andras Ronald Basford Barney Danson André Ouellet | 30. Juni 1971 – 27. Januar 1972 28. Januar 1972 – 7. August 1974 8. August 1974 – 2. November 1976 3. November 1976 – 3. Juni 1979 |
| Minister für Veteranenangelegenheiten                            | Roger Teillet Jean-Eudes Dubé Arthur Laing Daniel Joseph MacDonald | 20. April 1968 – 5. Juli 1968 6. Juli 1968 – 27. Januar 1972 28. Januar 1972 – 26. November 1972 27. November 1972 – 1. Juni 1979 |
| Beigeordneter Verteidigungsminister                              | vakant | 20. April 1968 – 3. Juni 1979 |
| Staatssekretär für Kanada                                        | Jean Marchand Gérard Pelletier Hugh Faulkner John Roberts | 20. April 1968 – 5. Juli 1968 6. Juli 1968 – 26. November 1972 27. November 1972 – 13. September 1976 14. September 1976 – 3. Juni 1979 |
| Präsident des Schatzamtausschusses                               | Edgar Benson Charles Drury Jean Chrétien Robert Andras Judd Buchanan | 20. April 1968 – 5. Juli 1968 6. Juli 1968 – 7. August 1974 8. August 1974 – 13. September 1976 14. September 1976 – 23. November 1978 24. November 1978 – 3. Juni 1979 |
| Präsident des Kronrates                                          | Pierre Trudeau (geschäftsführend) Allan MacEachen (geschäftsführend) Donald Stovel Macdonald Allan MacEachen Mitchell William Sharp Allan MacEachen | 20. April 1968 – 1. Mai 1968 2. Mai 1968 – 5. Juli 1968 6. Juli 1968 – 23. September 1970 24. September 1970 – 7. August 1974 8. August 1974 – 13. September 1976 14. September 1976 – 3. Juni 1979 |
| Solicitor General                                                | John Turner George McIlraith Jean-Pierre Goyer Warren Allmand Francis Fox Ronald Basford (geschäftsführend) Jean-Jacques Blais | 20. April 1968 – 5. Juli 1968 6. Juli 1968 – 21. Dezember 1970 22. Dezember 1970 – 26. November 1972 27. November 1972 – 13. September 1976 14. September 1976 – 27. Januar 1978 28. Januar 1978 – 1. Februar 1978 2. Februar 1978 – 3. Juni 1979 |
| Fraktionsvorsitzender der Regierungspartei im Senat              | Paul Joseph James Martin Raymond Perrault | 1. April 1969 – 7. August 1974 8. August 1974 – 3. Juni 1979 |
| Staatsminister (mit unterstützenden Aufgaben)                    | Martin O’Connell Patrick Morgan Mahoney Stanley Haidasz Bryce Mackasey Roméo LeBlanc Leonard Marchand Iona Campagnolo Joseph-Philippe Guay Marc Lalonde Norman Cafik Anthony Abbott John Mercer Reid                                                                             | 12. August 1971 – 27. Januar 1972 28. Januar 1972 – 26. November 1972 27. November 1972 – 7. August 1974 3. Juni 1974 – 7. August 1974 8. August 1974 – 13. September 1976 14. September 1976 – 1. April 1979 15. September 1976 – 3. Juni 1979 21. April 1977 – 15. September 1977 16. September 1977 – 23. November 1978 16. September 1977 – 3. Juni 1979 24. November 1978 – 3. Juni 1979                                                 |
| Minister ohne Geschäftsbereich                                   | Charles Granger Paul Joseph James Martin Donald Stovel Macdonald Bryce Mackasey John Munro Gérard Pelletier Jack Davis Robert Andras Otto Emil Lang James Richardson Herb Gray Robert Stanbury Jean-Pierre Côté Jean Marchand Joseph-Philippe Guay Jack Horner Gilles Lamontagne | 20. April 1968 – 5. Juli 1968 20. April 1968 – 31. März 1969 20. April 1968 – 5. Juli 1968 6. Juli 1968 – 29. Juni 1971 6. Juli 1968 – 23. September 1970 6. Juli 1968 – 4. Mai 1969 20. Oktober 1969 – 23. September 1970 20. Oktober 1969 – 11. August 1971 24. September 1970 – 10. Juni 1971 26. September 1975 – 21. Januar 1976 3. November 1976 – 20. April 1977 21. April 1977 – 15. September 1977 19. Januar 1978 – 1. Februar 1978 |